# Joanna Elisabeth de Baden-Durlach
Johanna Elisabeth de Baden-Durlach (3 octombrie 1680 – 2 iulie 1757), a fost Ducesă de Württemberg prin căsătorie.

## Biografie
Johanna de Baden-Durlach s-a născut la Castelul Karlsberg din Durlach, și a fost al șaptelea copil al Margrafului Friedrich al VII-lea de Baden-Durlach  (1647–1709) și a soției acestuia, Augusta Marie de Holstein-Gottorp (1649–1728). În momentul nașterii sale, era al treilea copil în viață a cuplului.
În 1697, ea s-a căsătorit la Baden-Wurttemberg într-o dublă ceremonie cu Ducele Eberhard Ludwig de Württemberg (1676–1733). Părinții lui erau Wilhelm Ludwig de Württemberg și Magdalena Sibylla de Hesse-Darmstadt. Cuplul a legat cele două dinastii luterane care conduceau sudul Germaniei. Căsătoria Joannei a fost sărbătorită în Elveția, unde curtea din Baden a rămas în exil din cauza invaziilor franceze repetate.
Două luni mai târziu, la Stuttgart, s-a celebrat nunta surorii lui Eberhard Ludwig, Magdalene Wilhelmine, cu prințul moștenitor și mai târziu Margraful Karl al III-lea Wilhelm de Baden-Durlach, fratele Johannei.
Eberhard a acordat puțină atenție noii sale soții; se presupune că s-a căsătorit cu ea doar pentru a fi aproape de una dintre doamnele de onoare ale Joannei.
După ce a născut un fiu, Prințul Moștenitor Friedrich Ludwig (1698–1731), care s-a născut în primul an de căsătorie, cuplul a trăit separat. Inițial, din cauza carierei militare, Eberhard Ludwig stătea rareori în Stuttgart. În 1704, el a luat pate la Bătălia de la Blenheim și mai târziu a fost numit comandant al armatei de pe Rin. În 1707 a devenit mareșal al trupelor swabe în Războiul Succesiunii Spaniole. 

### Afacerea Grävenitz
Eberhard Ludwig de Württemberg a fost primul Duce, care a trăit în mod deschis cu o metresă, Wilhelmine von Grävenitz (1686-1744). Căsătoria lui morganatică din 1707 cu ea a fost considerată un scandal. Prin intervenția împăratului Carol al VI-lea, căsătoria bigamă a trebuit să fie anulată și Grävenitz a fost trimis în exil în Elveția.
Soțul ei s-a întors în 1710 când Wilhelmine de Grävenitz, prin căsătoria falsă cu contele von Würben, s-a putut întoarce la Württemberg. Eu ai trăit la Ludwigsburg. În 1718, de asemenea reședința a fost mutată oficial la Ludwigsburg. Între timp, Johanna Elisabeth, a continuat să locuiască la vechiul castel din Stuttgart. Totuși, ea a refuzat să accepte divorțul.
Decesul timpuriu al fiului ei, în 1731, a amenințat să treacă Württemberg liniei catolice secundare. Din cauza acestui pericol, Ducele Eberhard Ludwig  a rupt legătura cu Wilhelmine de Grävenitz și a sperat să conceapă un moștenitor legitim cu soția sa, Johanna Elisabeth. Vârsta înaintată a cuplului și decesul iminent al Ducelui la 31 octombrie 1733 au zădărnicit acest plan.
Johanna Elizabeth a supraviețuit soțului ei mai mult de 20 de ani. Ea a trăit ca văduvă la Castelul Kirchheim și a murit la Schloss Stetten. A fost înmormântată la biserica castelului Ludwigsburg.